# 토닉 워터

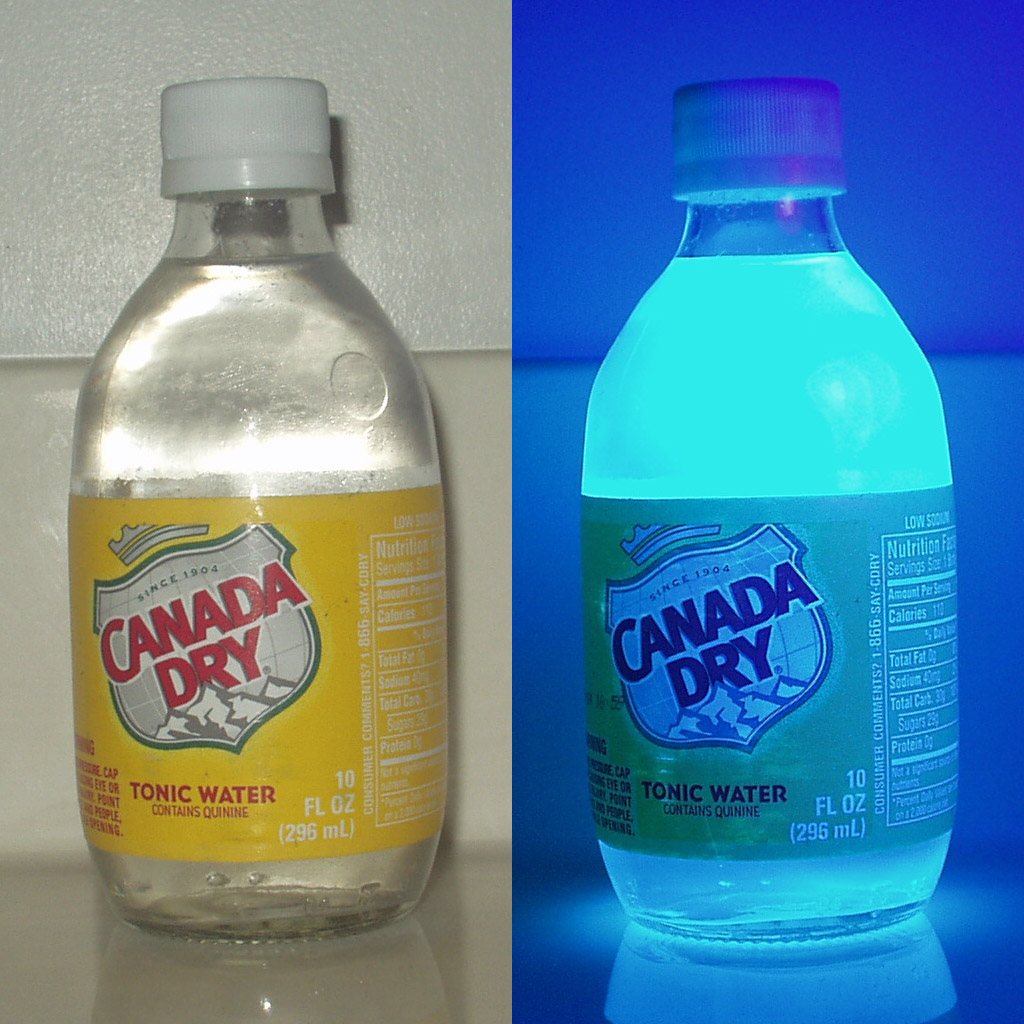
토닉 워터의 모습.

토닉 워터(Tonic Water)는 탄산수에 각종 향초류와 귤열매 과피 추출물 및 당분을 첨가하여 조제한 청량 음료이다. 일반적인 토닉 워터의 경우, 쓴 맛이 나는 약 성분인 퀴닌을 함유하고 있다.
사람들이 말라리아 예방 효과가 있는 퀴닌 가루를 섭취하기 위해 퀴닌의 쓴 맛을 톡 쏘는 감각으로 가릴 수 있도록 탄산수에 섞어 마시는 것에서 시작되었다. 여기서 더 발전하여 술에 타 마시게 된 경우가 오늘날의 진 토닉 칵테일이다.
퀴닌을 과다 섭취할 경우 부작용이 있기 때문에 시중에 판매되는 음료는 퀴닌 함량을 줄이거나 아예 퀴닌을 없애고 향만 흉내내는 식으로 나오는 추세이다. 자외선에서 형광효과가 나타나면 토닉 워터에 퀴닌이 정상적으로 함유되었다는 뜻이며, 이 음료를 과다 섭취하지 않도록 조심해야 한다는 의미이다.
퀴닌 성분 혹은 쓴 맛 자체가 없는 음료를 원한다면 토닉 워터가 아니라 소다 워터(탄산수)를 찾아야 한다.